# Resolució 417 del Consell de Seguretat de les Nacions Unides
La Resolució 417 del Consell de Seguretat de les Nacions Unides, fou aprovada per unanimitat el 31 d'octubre de 1977. Després de reafirmar la resolució 392 (1976), el Consell va condemnar la repressió contínua contra negres i altres oponents de l'apartheid, igual que els mitjans de comunicació de Sud-àfrica i les creixents morts de detinguts. El Consell va preveure que la continuació de tals activitats portaria a un seriós conflicte racial amb repercussions internacionals.
Pel tant, la resolució va exigir que el govern de Sud-àfrica:
(a) acabés la violència contra els oponents de l'apartheid;
(b) alliberés a totes les persones detingudes sota lleis de seguretat arbitràries;
(c) cessés la seva resposta violenta cap a demostracions contra l'apartheid;
(d) eliminés les prohibicions de les notícies contra de l'apartheid
(i) abolís el "sistema d'educació bantu" i els bantustans
La resolució va continuar demanant-los als Estats membres que recolzessis la resolució i oferissin ajuda a aquelles persones que fugissin de Sud-àfrica. També li va demanar al Secretari General Kurt Waldheim, juntament amb la Comissió Especial en contra de l'Apartheid, que monitoritzés la situació i publiqués un informe sobre la implementació de la resolució 417 pel 17 de febrer de 1978.
La reunió, sol·licitada per Tunísia, en vista de les mesures repressives adoptades per Sud-àfrica, va adoptar la resolució unànimement. Tres projectes de resolució anteriors van ser rebutjades a causa d'objeccions d'alguns membres permanents del Consell.